# Teatro Vico
El teatro Vico es un teatro de la ciudad de Jumilla (Región de Murcia, España), situado en la calle Cánovas del Castillo 76 de la localidad.
El Vico es uno de los grandes protagonistas de la vida cultural de la ciudad ya que se trata del único teatro de Jumilla.

## Historia
Mucho antes de ser realidad la edificación del Teatro, tenemos que indicar que en el año 1867, siendo alcalde D. Pascual Ramírez, estudiaron su construcción unos cuantos amigos que crearon una asociación de empresarios particulares, que con su dinero pensaron edificar un Coliseo en la Plaza del antiguo Convento de San Francisco (que habían quemado en 1836). La idea de estos empresarios se encontró con algunas dificultades y al final tuvo que intervenir el Ayuntamiento en su construcción, con los argumentos de que un teatro proporciona descanso y recreo, facilita enseñanza e instrucción, elementos interesantes a toda la sociedad. Para ello consideraron, que el capital que se invierte es en parte reproductiva y que su beneficio se puede destinar a la beneficencia municipal. Para ello, el ayuntamiento y los asociados, acordaron hacerlo con fondos municipales, en el sitio indicado y con los planos reformados del arquitecto provincial D. Juan J. Belmonte. Al final lo acordado no se realizó, tan sólo los cimientos, por motivos económicos.
El teatro fue inaugurado el martes día 14 de agosto de 1883, por el alcalde D. Rafael Soriano Palencia, y la obra que se representó en primer lugar fue la zarzuela La Tempestad, en la que intervinieron el tenor Lacarre, el barítono Bueso, el bajo Miguel Soler y las tiples Nadal y Latorre. 
Desde entonces la vida cultural siempre ha girado alrededor de este Teatro, al cual había que poner nombre, y sería D. José Guardiola Peral (hermano de la abuela de D. Lorenzo Guardiola, poeta, escritor y médico), el que el 8 de septiembre de 1890, siendo alcalde D. Evaristo Vicente Tomás, propone al ilustre ayuntamiento el nombre de Teatro Vico para el de Jumilla, siendo aceptado por unanimidad.

## Construcción

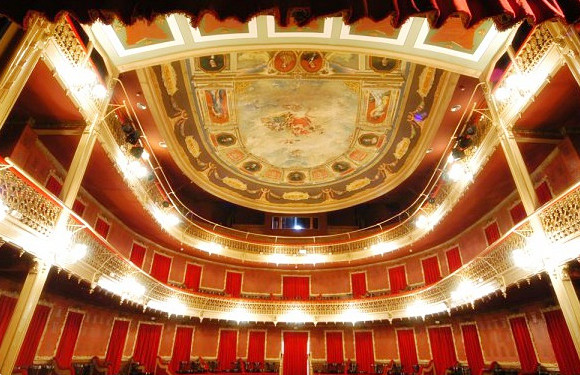
Decoración Teatro Vico

El 8 de julio de 1881, de nuevo se retoma el tema y se aprueba construir el teatro sobre los mismos cimientos que existen, cuando trató de edificarse este Coliseo en 1868. Ahora los planos se los encargan al arquitecto Justo Millán Espinosa (1843-1928), el mismo que hizo el Teatro Romea de Murcia, pero tiene que adaptarse a los cimientos, lo que obliga a no poder realizar un teatro mayor. El 5 de junio de 1882 se recibe la conformidad del Sr. gobernador civil, y el Sr. Alcalde D. Rafael Soriano Palencia, procede a verificar la subasta de tras su exposición pública. Se subastó el 10 de septiembre de 1882 y las obras comenzaron de inmediato bajo la dirección del maestro alarife Bernardo Moreno Ramos, el cual recibió en dos pagos la cantidad de 91.327'65 pesetas, así como el arquitecto Justo Millán recibiría la cantidad de 3.401'75 pesetas. 
A principio de abril, las obras estaban casi terminadas, por lo que se buscó quién pintaría el techo, embocadura, telón y decorados. Este encargo se lo hicieron a D. Manuel Sanmiguel, por la cantidad de 13.750 pesetas. Se encargó a D. Antonio Giménez González la realización de las sillas y butacas, así como el alumbrado. En mayo el maestro Bernardo hace entrega de la obra terminada, por lo que se crea una comisión junto con el arquitecto para revisar la misma, trámite que pasa sin problemas, con el visto bueno del arquitecto D. José Ramón Berenguer.

## Antonio Vico

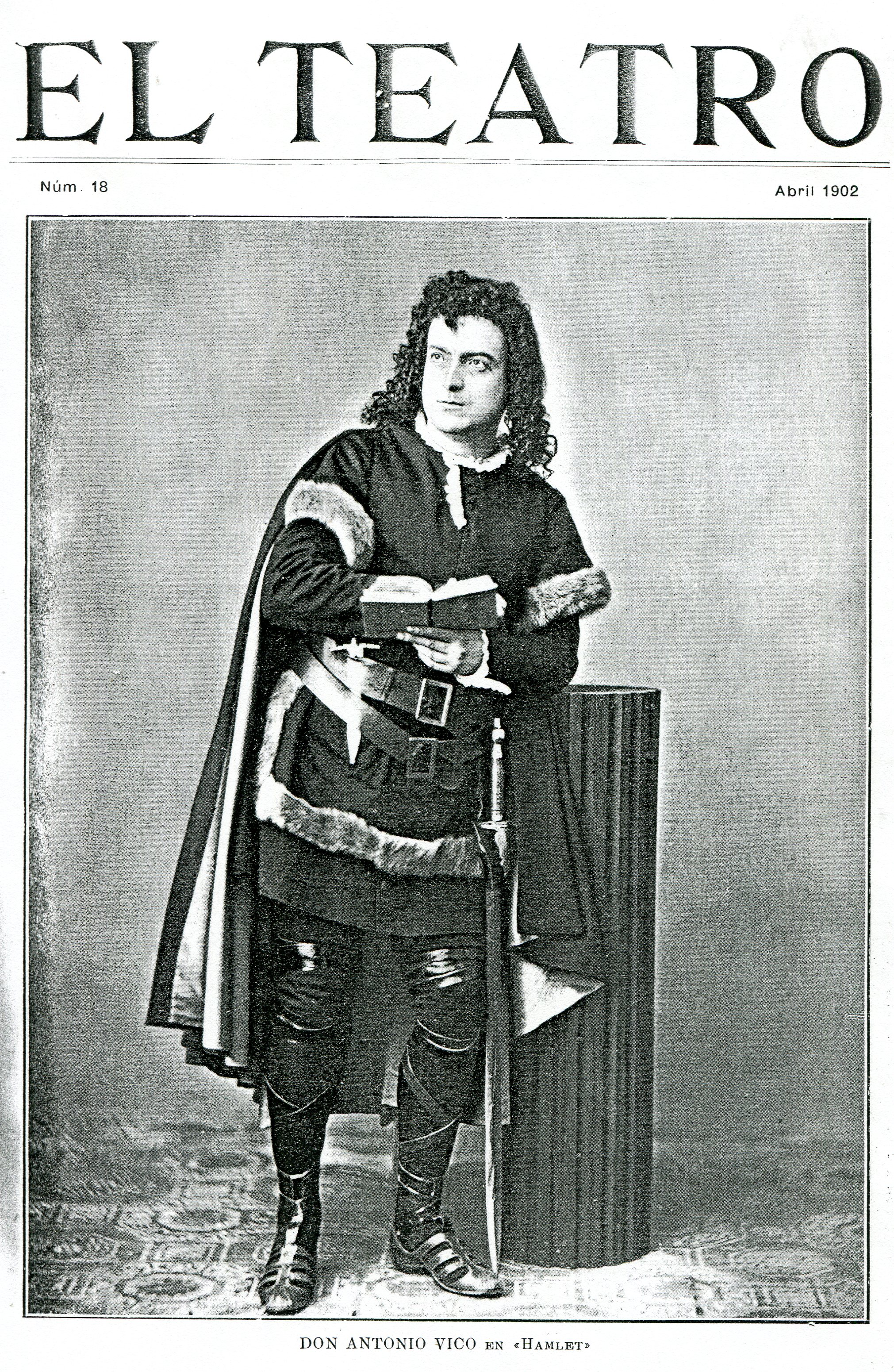
Antonio Vico Pintos

Nacido en Jerez de la Frontera, inició su andadura profesional en 1841 cuando contaba 24 años y lo hizo en Valencia. Pero en 1876 ya tenía compañía propia y pisaba los escenarios murcianos acompañado de su hermano Manuel y de las actrices Concepción Marín de Abad y Antonia Contreras. El coliseo era el Teatro Romea a cuyo escenario regresaría en más de una ocasión. En 1881 actuaba en el Teatro Circo junto a su primera actriz Concepción Martín, Julio García Parreño, Juan Reig y otra veintena de actores. Pero en 1883, 1884 y 1885 sus actuaciones fueron para el Romea, al igual que en 1890 aunque para entonces su primera actriz era Antonia Contreras. En el mes de agosto de aquel año trabajaron en Cieza. Seis años después fue La Unión donde se les contrató. Después de un año sin pisar para nada tierras murcianas, en 1897, a la vuelta de una actuación en París, el Romea volvió a acogerle; de su escenario marchó a Alicante y después volvió a Yecla.
La última visita de Vico a Murcia se produjo en septiembre de 1898 pues su fama lo llevó a continuación a tierras americanas de las que ya no regresó pues murió en Cuba, casi arruinado. Según parece el deceso se produjo en el camarote de un barco anclado en el puerto de Nuevitas. Como anécdota curiosa, apuntar que diez años antes una gitana cordobesa le había predicho su muerte, si embarcaba. Sus restos no se trasladaron a España hasta abril de 1907.

## Venta de entradas
Las localidades se encontrarán a la venta directamente en la taquilla del Teatro Vico, la cual estará abierta lunes, miércoles y viernes de 18 a 20 horas así como dos horas antes de empezar el espectáculo. (En las actuaciones que se representen los lunes, miércoles y viernes, sólo se abrirá la taquilla dos horas antes de la actuación).
La reserva de localidades se podrá realizar en los mismos días y horario establecido anteriormente, a través del teléfono 968 78 11 66. No obstante, se pone en conocimiento del público, que las reservas que no hayan sido retiradas DOS DÍAS ANTES de la representación, saldrán a la venta directa.